# Такса лісова
 Лісова такса– порода гончих собак, виведених і розповсюджених у регіоні «чорного лісу» в південній Німеччинні. Вправний мисливець, здатен вести кров'яний слід, полохати птицю для пострілу. Заводчики шварцвальдського бракка плекають робочі якості породи, не надаючи особливої уваги зовнішності її представників. За межами Шварцвальду лісова такса не розповсюджена.

## Історія
Вельдердакель має давню історію практичного застосування, проте досі не визнаний як окрема порода. У сім'ї німецьких такс це лише один із майже десятка різновидів. Близько двадцяти років тому було засновано товариство сприяння розведенню шварцвальдського брака як службового мисливського собаки. Вельдердакель - сімейний собака, його дуже люблять сільські єгері.

## Зовнішній вигляд
Специфічна зовнішність такси, зумовлена службовим призначенням. Шварцвальдський брак - це низькорослий собака з короткими кінцівками і подовженим корпусом. Має довгий і сильний хвіст, овальну голову і видовжену морду. Вуха звисають донизу.

## Характер
Такси сильно прив'язуються до господаря.  Мисливська порода нічого не боїться і готова відважно вступити у боротьбу.  Голосний гавкіт можна почути з найменшого, навіть незначного приводу. Собака недовірливий до незнайомців і голосно реагує на будь-який шум.

## Догляд
У роботі шварцвальдський брак легко адаптується до будь-якої місцевості, а в побуті виявляє себе як досить невибагливий собака. Лісова такса потребує фізичних навантажень і участі в полюваннях. Шрсть цього домашнього улюбленця чистять раз на тиждень. Вуха потребують звичного догляду: очищення видимої частини вушної раковини розчином, який порекомендує ветеринар.

## Здоров'я, хвороби
Шварцвальдський брак може захворіти тими ж недугами, які традиційно спіткають його родичів із суміжних порід. Ці собаки можуть страждати через дископатію, проблеми із зором або шкірою. Катаракта передається в них у спадок, а у батьків з мармуровим оркасом часто народжуються щенята-альбіноси з глухотою. Особливу загрозу для вельдердакеля становить зміщення дисків і, як наслідок, защемлення спинного мозку. Спершу собаку мучать періодичні болі, а згодом - параліч задніх кінцівок. Вилікувати недуг можуть - хірург або терапевт. Такси схильні до ожиріння, що посилює навантаження на органи і опорно-руховий апарат.

## Дресирування, тренування
Порода має добрі задатки для співіснування з людиною, та розвинути їх допоможуть лише зусилля з боку господаря. Заняття з домашнім улюбленцем слід проводити регулярно. Представники породи шварцвальдський брак непогано піддаються дресируванню.